# Panizou (przystanek kolejowy)
Panizou (biał. Панізоў; ros. Понизов) – przystanek kolejowy w miejscowości Panizou, w rejonie mohylewskim, w obwodzie mohylewskim, na Białorusi. Położony jest na linii Osipowicze - Mohylew - Krzyczew.